# Procloeon
Procloeon je rod hmyzu z čeledi Baetidae. Do tohoto rodu se řadí přes dvacet druhů jepic. Jako první tento druh popsal Bengtsson v roce 1915.

## Seznam druhů
Do tohoto rodu se řadí více než dvacet druhů:
- Procloeon bellum (McDunnough, 1924)
- Procloeon caliginosum (McDunnough, 1925)
- Procloeon fragile (McDunnough, 1923)
- Procloeon inanum (McDunnough, 1924)
- Procloeon ingens (McDunnough, 1923)
- Procloeon insignificans (McDunnough, 1925)
- Procloeon intermediale (McDunnough, 1931)
- Procloeon mendax (Walsh, 1862)
- Procloeon nelsoni (Wiersema, 1999)
- Procloeon ozburni (McDunnough, 1924)
- Procloeon pennulatum (Eaton, 1870)
- Procloeon quaesitum (McDunnough, 1931)
- Procloeon rivulare (Traver, 1935)
- Procloeon rubropictum (McDunnough, 1923)
- Procloeon rufostrigatum (McDunnough, 1924)
- Procloeon simile (McDunnough, 1924)
- Procloeon simplex (McDunnough, 1925)
- Procloeon texanum (McCafferty a Provonsha, 1993)
- Procloeon venosum (Traver, 1935)
- Procloeon vicinum (Hagen 1861)
- Procloeon viridoculare (Berner, 1940)